# Crumomyia glabrifrons
Crumomyia glabrifrons – gatunek muchówki z rodziny Sphaeroceridae i podrodziny Copromyzinae.
Gatunek ten opisany został w 1830 roku przez Johanna Wilhelma Meigena jako Borborus glabrifrons.
Muchówka o ciele długości około 3 mm. Głowa jej charakteryzuje się brakiem szczecinek zaciemieniowych oraz obecnością na każdym policzku oprócz wibrys jednej długiej dwóch szczecinki. Chetotaksję tułowia cechują szczecinki środkowe grzbietu ustawione w 2–4 rzędów oraz trzy pary dużych szczecinek śródplecowych. Na opylonej tarczce między długimi szczecinami brzeżnymi brak jest krótkich włosków. Powierzchnie mezopleurów są pozbawione opylenia i mają lustrzany połysk. Skrzydła są w pełni wykształcone. Środkowa para odnóży ma grzbietową powierzchnię goleni zaopatrzoną w szczecinki dorsalne oraz rząd 3–6 szczecinek anterodorsalych. Tylna para odnóży ma tylko jeden włosek na udach oraz krótkie, grube szczecinki anterowentralne na goleniach, a u samca co najwyżej szczątkowy haczyk wierzchołkowy na spodzie pierwszego członu stóp. Ubarwienie odnóży jest głównie czarne.
Owad znany z Hiszpanii, Andory, Francji, Belgii, Holandii, Niemiec, Szwecji, Norwegii, Finlandii, Szwajcarii, Włoch, Polski, Czech, Słowacji, Węgier, Ukrainy, Rumunii, Bułgarii, Serbii, Bośni i Hercegowiny, Czarnogóry, Rosji, Cypru i Azji Środkowej.